# Artedius notospilotus
Artedius notospilotus är en fiskart som beskrevs av Girard, 1856. Artedius notospilotus ingår i släktet Artedius och familjen simpor. Inga underarter finns listade i Catalogue of Life.